# Estranho Amor
Estranho Amor é uma série de televisão brasileira, produzida pela Visom Digital em parceria 
com a Record e o AXN. É baseada em casos reais de feminicídio no Brasil. Criada por Carlos de Andrade conta com roteiros de Ingrid Zavarezzi, Inácio Ramos e Vitor de Oliveira, e direção geral de Ajax Camacho. A primeira temporada estrou em 10 de outubro de 2024 no AXN.
Conta com as atuações de Juliana Knust, Nikolas Antunes, Laryssa Ayres, Daniel Dalcin, Bruno Bellarmino, Juliana Silveira, Adriano Garib e Emílio Orciollo Neto nos papéis principais.

## Enredo
Vânia Jardim é uma delegada que acaba de assumir um novo cargo na Delegacia de Defesa da Mulher no Rio de Janeiro. Ao chegar, ela se depara com um ambiente de acomodação entre os policiais, que parecem desinteressados em resolver os casos. Com um temperamento forte e uma atitude proativa, Vânia vê cada caso como uma missão pessoal. Ela, que já enfrentou um relacionamento abusivo, se dedica intensamente a ajudar outras vítimas. Sua missão não é fácil: reestruturar uma instituição atolada na burocracia e trazer justiça para mulheres presas em ciclos de violência. Ao mesmo tempo, Vânia precisa confrontar seus próprios traumas enquanto luta para transformar a realidade ao seu redor.

## Elenco
- Juliana Knust como Delegada Vânia Jardim
  - Mony Gester como Vânia Jardim (jovem)
- Nikolas Antunes como Rodrigo Carvalho
- Júnior Vieira como Vandame
- Daniel Dalcin como Beto Fagundes
- Ana Miranda como Adelaide
- Roberto Birindelli como Juiz Pinheiro
- Raira Machado como Branca Lemos
- Laize Câmara como Stéfanie Braga
- Laryssa Ayres como Carolina Santana (Carol)
- Bruno Bellarmino como Jefferson Santana
- César Pezzuoli como Wilson Braga
- Emílio Orciollo Neto como Sérgio Ferraz
- Gabi Cardoso como Gabrielly Ferraz
- Larissa Ferrara como Glória Ferraz (Glorinha)
- Juliana Silveira como Laura Vasconcelos (Laurita)
- Adriano Garib como Rubem Vasconcelos
- Lummy Kin como Sheyla Lima
- Rafael Sardão como Davi Alencar
- Joana Di Carso como Cláudia Drummond
- Jackson Antunes como Marcelo Drummond
- Valk Constantino como Seu Zé
- Marcos Breda como Carlos Machado
- Maciel Brum como Seixas
- Patrick Sampaio como Paulo Jardim (Paulinho)